# Нибли
Нибли (на английски: Nibley) е град в окръг Кеш, щата Юта, САЩ. Нибли е с население от 4410 жители (2008) и обща площ от 8,6 km². Намира се на 1388 m надморска височина. ЗИП кодът му е 84321, а телефонният му код е 435.